# Giải vô địch bóng đá CONCACAF 1973
Giải vô địch bóng đá CONCACAF 1973 là Cúp bóng đá Bắc, Trung Mỹ và Caribe lần thứ sáu, diễn ra ở Haiti  từ 20 tháng 11 đến 5 tháng 12 năm 1973, giải đấu có 6 đội tuyển tham gia, thi đấu vòng tròn tính điểm để chọn ra nhà vô địch. Đây cũng là vòng loại Giải vô địch bóng đá thế giới 1974. Chủ nhà Haiti giành chức vô địch đầu tiên sau khi vượt qua Trinidad và Tobago ở lượt trận cuối để giành quyền tham dự giải vô địch bóng đá thế giới 1974.

## Địa điểm
| Port-au-Prince |                           |
| Port-au-Prince | Port-au-Prince            |
| -------------- | ------------------------- |
| Port-au-Prince | Sân vận động Sylvio Cator |
| Port-au-Prince | Sức chứa: 15.000          |
| Port-au-Prince |                           |

## Vòng chung kết
| Thứ hạng | Đội                  | Điếm | Số trận | Thắng | Hòa | Thua | Bàn thắng | Bàn thua | Hiệu số |
| -------- | -------------------- | ---- | ------- | ----- | --- | ---- | --------- | -------- | ------- |
| 1        | Haiti                | 8    | 5       | 4     | 0   | 1    | 8         | 3        | +5      |
| 2        | Trinidad và Tobago   | 6    | 5       | 3     | 0   | 2    | 11        | 4        | +7      |
| 3        | México               | 6    | 5       | 2     | 2   | 1    | 10        | 5        | +5      |
| 4        | Honduras             | 5    | 5       | 1     | 3   | 1    | 6         | 6        | 0       |
| 5        | Guatemala            | 3    | 5       | 0     | 3   | 2    | 4         | 6        | −2      |
| 6        | Antille thuộc Hà Lan | 2    | 5       | 0     | 2   | 3    | 4         | 19       | −15     |

| Honduras             | 2 – 1 | Trinidad và Tobago |
| -------------------- | ----- | ------------------ |
| Guifarro · Hernandez |       | David              |

| México | 0 – 0 | Guatemala |
| ------ | ----- | --------- |
|        |       |           |

| Haiti         | 3 – 0 | Antille thuộc Hà Lan |
| ------------- | ----- | -------------------- |
| Sanon · Vorbe |       |                      |

| Honduras | 1 – 1 | México   |
| -------- | ----- | -------- |
| Guifarro |       | H. López |

| Haiti                | 2 – 1 | Trinidad và Tobago |
| -------------------- | ----- | ------------------ |
| Sanon · R. Saint-Vil |       | David              |

| Antille thuộc Hà Lan | 2 – 2 | Guatemala |
| -------------------- | ----- | --------- |
| Koots · Schoop       |       | Morales   |

| Haiti        | 1 – 0 | Honduras |
| ------------ | ----- | -------- |
| G. Saint-Vil |       |          |

| México                               | 8 – 0 | Antille thuộc Hà Lan |
| ------------------------------------ | ----- | -------------------- |
| Muciño · H. López · Lapuente · Siles |       |                      |

| Trinidad và Tobago | 1 – 0 | Guatemala |
| ------------------ | ----- | --------- |
| David 30'          |       |           |

| Honduras        | 2 – 2 | Antille thuộc Hà Lan |
| --------------- | ----- | -------------------- |
| Guifarro · Soza |       | Clemencia · St. Jago |

| Haiti | 2 – 1 | Guatemala |
| ----- | ----- | --------- |
| Sanon |       | Bolanos   |

| Trinidad và Tobago                            | 4 – 0 | México |
| --------------------------------------------- | ----- | ------ |
| Cummings 35', 39' · David 52' · Archibald 62' |       |        |

| Honduras | 1 – 1 | Guatemala |
| -------- | ----- | --------- |
| Guifarro |       | Mendez    |

| Trinidad và Tobago | 4 – 0 | Antille thuộc Hà Lan |
| ------------------ | ----- | -------------------- |
| David · Morgan     |       |                      |

| Haiti | 0 – 1 | México       |
| ----- | ----- | ------------ |
|       |       | Lapuente 29' |

Haiti giành quyền tham dự giải vô địch bóng đá thế giới 1974

### Vô địch
| Vô địch Cúp Vàng CONCACAF 1973 Haiti Lần thứ nhất |

## Danh sách cầu thủ ghi bàn
7 bàn
- Steve David

5 bàn
- Emmanuel Sanon

4 bàn
- Ruben Guifarro
- Octavio "Centavo" Muciño